# 海路站
海路站（日语：／ Kaiji eki */?）位於熊本縣葦北郡蘆北町海路，是九州旅客鐵道（JR九州）肥薩線上的車站。

## 車站構造
本站為岸式月台1面1線的車站。沒有站房，沿山壁鑿建的月台上設有候車室。

## 車站周邊
平谷川沿岸有聚落。
- 球磨川
- 平谷川 - 本站西南側
- 海路小學
- 國道219號- 位於對岸，但附近並沒有跨越球磨川的橋梁。
- 嬰兒淵

## 历史
- 1952年（昭和27年）6月1日 - 設立。
- 1987年（昭和62年）4月1日 - 國鐵分割民營化後成為九州旅客鐵道（JR九州）轄下的車站。

## 相鄰車站
九州旅客鐵道
肥薩線
■快速
通過
■普通
瀨戶石－海路－吉尾

## 外部連結
- JR九州 － 海路車站 （页面存档备份，存于）（日語）

## 關連項目
- 日本鐵路車站列表